# Sundskärsfjärden
Sundskärsfjärden är en fjärd i Åland (Finland). Den ligger i den södra delen av landskapet, 18 km sydost om huvudstaden Mariehamn.